# Provincias de Hispania

Primera división de Hispania en dos provincias: Citerior y Ulterior.

Las provincias de Hispania se crearon durante la conquista romana, para hacer sistema administrativo destinado a mantener el orden, recaudar impuestos y explotar las riquezas de los territorios conquistados.

## Las provincias de Hispania
En el año 27 a. C., el emperador Augusto modificó la antigua división en dos provincias (Citerior y Ulterior). La primera fue denominada Tarraconensis y a ella se agregaron los territorios del norte y noroeste. La Ulterior se subdividió en dos, la Lusitania y la Baetica. Cada provincia disponía de una jerarquía de funcionarios encargados de las cuestiones fiscales, administrativas, jurídicas y militares. En el año 293 d. C., el emperador Diocleciano reorganizó la administración imperial. La Tarraconensis fue subdividida en tres provincias: la Gallaecia (noroeste), la cartaginensis (centro-este) y la Tarraconensis (Pirineos, valle del Ebro y zona cantábrica oriental). Luego, en el siglo IV, se añadió la Baleárica.